# The Crossing
The Crossing — компьютерная игра в жанре шутера от первого лица, разработанная компанией Arkane Studios.

## Описание

Скриншот предварительной версии игры

Согласно сюжету, в современный Париж вторглись тамплиеры из средних веков и свергли законное правительство Франции. Таким образом, игра совмещает бои с использованием холодного и огнестрельного оружия. Её главной особенностью должен был стать игровой процесс, совмещающий одиночный и многопользовательский режимы — игроки могли занять в одиночной игре другого человека вместо мобов, управляемых компьютером. Для игроков, взявших на себя роли противников, игра представляет собой своеобразный Team Deathmatch, в котором они должны противостоять игрокам, идущим по сюжету. Этот механизм разработчики назвали кроссплеером (англ. crossplayer).

### Отмена проекта
Arkane Studios решила заморозить The Crossing до «лучших времен», сосредоточившись на более дешёвых и потенциально более прибыльных проектах. Позднее компания призналась, что игра была отменена из-за совместного проекта с Electronic Arts с участием Стивена Спилберга, LMNO, который тоже был отменён.